# Dwarka
Dwarka ou Dvarka, Dwaraka et Dvaraka (gujarâtî : દ્વારકા ; sanskrit : द्वारका) est une ville du district de Devbhoomi Dwarka dans l'État du Gujarat en Inde. Cette cité est l'une des sept villes sacrées de l'hindouisme pour les vishnouïtes; un des quatre lieux (Char Dham (en) — littéralement « les quatre demeures de Dieu ») en Inde où la présence de Dieu peut être sentie. L'actuel Shankaracharya de Dwarka est Swami Swarupananda Saraswati.

## Géographie
Dwarka se situe à l'endroit où la Gomtî se jette dans le golfe de Kutch.

## Histoire
La légende veut que ce soit là que Krishna fit bâtir sa capitale après son départ de Mathura dû au roi Kamsa qui voulait le tuer. Le sage Shankara aurait fait construire un monastère dans cette ville au neuvième siècle: le Kalika Pitha. Le site archéologique de Dwarka comprend, selon le site de l'Unesco, des vestiges d’un port antique, de temples et d’établissements estimés à 1500-1400 av. J.-C.. Mais comme la datation des pierres elles-mêmes est impossible, ces dates sont remises fortement en question par le théoricien Graham Hancock entre autres qui en fait une des capitales de l'envahisseur aryen qui aurait massacré la population antérieure (dont l'héritage est revendiqué par le peuple tamoul) et détruit la brillante civilisation de la vallée de l'Indus - et de la mythique rivière Sarasvati, asséchée.

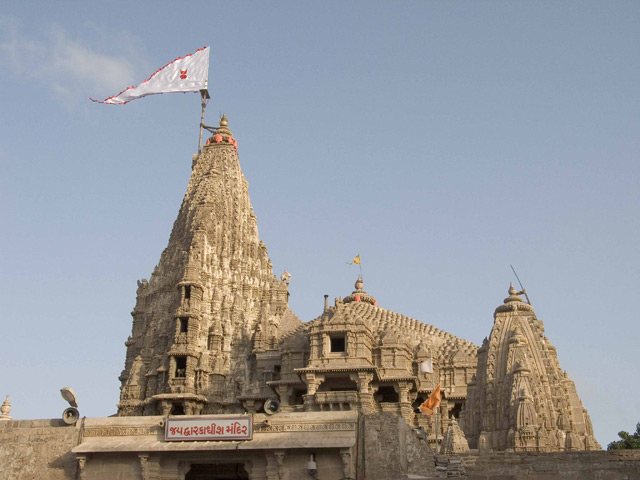
Le temple Dwarakadhish

## Lieux et monuments
En raison du caractère sacré de la ville, Dwarka est depuis toujours un important centre de pèlerinage. On y trouve plusieurs temples, dont le plus célèbre est le Dwarakadhish, haut de vingt mètres.